# Монсерат (департамент)
Монсерат е бивш департамент на Първата Френска империя в днешна Испания.

## История
Той е създаден на 26 януари 1812 г. при анексирането на Каталония от Френската империя. Неговите субпрефектури са Манреса и Виляфранка дел Пенедес. Префектурата му е град Барселона и има само един титуляр от февруари 1812 до март 1813 г., когато е слят с департамента Буше де л'Eбр в новия департамент Монсерат и Буше де л'Eбр, макар че скоро след това гражданската администрация на региона е заменена с военно управление.